# Formula di Riemann-von Mangoldt
In matematica, la formula Riemann–von Mangoldt  indica il numero N(T) degli zero della funzione zeta di Riemann con la parte immaginaria maggiore di zero e minore o uguale a T:
{\displaystyle N(T)={\frac {T}{2\pi }}\log {\frac {T}{2\pi }}-{\frac {T}{2\pi }}+O(\log {T})}
La formula venne indicata da Bernhard Riemann nella pubblicazione del 1859 Sul numero di numeri primi minori di un valore dato (Über die Anzahl der Primzahlen unter einer gegebenen Grosse) e provata da Hans von Mangoldt nel 1905.